# Smite
Smite je brezplačna tretjeosebna MOBA igra, izdelana s strani Hi-rez Studios. V igri zavzameš vlogo mitoloških bitij, ta pa so večinoma bogovi. Kot značilno za MOBA igro je to, da dve ekipi branita svojo stran, medtem ko uničujeta nasprotnikovo. Igra trenutno vsebuje 8 različnih igralnih načinov: Conquest, Arena, Assault, Siege, Joust, Clash in MOTD (igra dneva) ali Adventures.

## Splošno
Na začetku igre se izbere način igranja, ki je lahko Conquest, Joust, Arena, Assault, Siege, Clash in MOTD. Nato sledi izbor ekipe, kjer lahko igralec povabi prijatelje ali igra sam. Če izbere, da bo igral sam, mu sistem najde igralce, ki bodo v njegovi ekipi. Ko sta obe ekipi polni, sledi izbor bogov in določanje barve (modra ali rdeča ekipa). Bogovi so liki, ki jih lahko igralec izbere in z njimi igra. Bogovi se delijo na magične in fizične. Bogovi se tedensko menjujejo in je vedno na voljo 10 igralnih bogov. Bogove pa lahko igralec kupi (s tem so mu vedno na voljo) s pomočjo "favor-ja", draguljev (gems) ali ultimativnega paketa bogov. "Favor" igralec dobiva v igrah, količina pa je odvisna od tipa igre, časa igranja in izida igre (zmaga ali poraz). Medtem ko lahko igralec dragulje (gems) in ultimativni paket bogov kupi z resničnim denarjem (evri).
Igra poteka v mitološki preteklosti, kjer bogovi pomagajo ljudem premagati sovražnika in tako se borijo med drug drugim. Na začetku je bila le klasični način igre (Conguest), nato so sproti skoz zaprto in odprto beto dodajali nove.
Bogovi v igri izhajajo iz osmih različnih ver (Grška, Rimska, Egipčanska, Kitajska, Hindu, Nordijska, Maji in Japonska). Igra po različnih kartah prav tako vsebuje veliko različnih mitoloških bitij.

## Načini igre

### Klasičen (Conquest)
Pri klasičnem načinu je treba po poti priti preko sovražnikovih stolpov do Titana in ga ubiti. Stolpi so postavljeni po vsaki poti, prav tako pa so na vsaki poti vojaki, ki ščitijo tvojo pot do titana in uničujejo nasprotnikovo. Vojakom pomagajo igralci z izbranim bogom, pri klasični igri je normalna postavitev 2 na najdaljši poti, 1 na sredini in 1 na kratki potki ter 1 v džungli.
Vsak član ekipe začne v bazi s 1.500 zlatnikov. Pri tem slogu igre je najpomembnejše kmetovanje (zdržati čim dlje časa na svoji potki), saj s tem dobimo večino zlatnikov in izkušenj. Ko ekipa po poti pride preko prvega stolpa, začne napadati drugi stolp, nakar mora uničiti "Phenix", ki predstavlja tretji stolp. Če ima rdeča ekipa uničen "Phenix", modra ekipa dobi ognjene vojake (veliko močnejši vojaki) za tisto pot, kjer je uničen "Phenix". Ko je "Phenix" uničen mora ekipa Ubiti titana. Titanova moč in življenje sta odvisna od postavljenih "Phenix-ov". Ko je Titan ubit, je igre konec in zmaga ekipa, ki je ubila titana sovražne ekipe. Ekipa se lahko tekom igre tudi preda, tako da volijo predajo. Če se večina ekipe strinja, se preda in zmaga nasprotna ekipa. Čas trajanja igre je med tridesetimi minutami do ene ure.
Skozi vso igro igralec dobiva zlatnike na določen interval časa, dodatne zlatnike pa si lahko pridobi z ubijanjem vojakov, bogov in nevtralnih mitoloških bitij. Nevtralna mitološka bitja so v džungli. Nekatere nevtralne nosijo dodatno "opremo", ki jo lahko igralec dobi, če ubije to pošast. Dodatna povečanja so magične energije, hitrejše premikanje itd. Vsak igralec začne igro pri ravni 1 in lahko skozi igro doseže maksimalni reven 20. Pri vsakem ravni si lahko nadgradi eno izmed 4 zmožnosti boga.
Podobni načini igranja:
| Ime      | stil       | Način     | Začetni nivo | Začetni kapital | Povprečni čas trajanja |
| -------- | ---------- | --------- | ------------ | --------------- | ---------------------- |
| Conquest | Grški      | 5 proti 5 | 1            | 1.500 zlatnikov | 30-45 min.             |
| Clash    | Egipšanski | 5 proti 5 | 3            | 1,500 zlatnikov | 20 min.                |
| Joust    | Kitajski   | 3 proti 3 | 3            | 1.500 zlatnikov | 20-30 min.             |
| Siege    | Maji       | 4 proti 4 | 3            | 2.000 zlatnikov | 30 min.                |

### Arena
Arena je popolnoma odprta mapa, v kateri se borijo vojaki in bogovi med sabo. Igra se 5 proti 5 in v njej ni nobene klasične postavitve. Pri areni je potrebno nasprotnikovi ekipi izbiti vseh 500 točk pri tem pa paziti na svoje. Točke so porazdeljene tako: 5 točk za vsakega ubitega nasprotnikovega boga, 1 točka za vsakega ubitega vojaka (ko je ekipa na 50 točk se šteje le celotna linija vojakov), 1 točka, da uspešno pripelješ vojake svoje ekipe do nasprotnikove baze in 15 točk, da uspešno pripelješ "kamion" svoje ekipe do nasprotnikove baze. "Kamion" dobiš vedno, ko ubiješ 10 nasprotnikovih bogov.
Igro začneš s 1.500 zlatnikov in z ravnijo 3. Skozi vso igro igralec dobiva zlatnike na določen interval časa, dodatne zlatnike pa si lahko pridobi z ubijanjem vojakov, bogov in nevtralnih mitoloških bitij. Nevtralne mitološka bitja so v džungli (3 na vsaki strani arene). Arena prav tako večkrat dobi praznično predelavo.
Arena ima rimski slog

### Assault
Assault se začne malo drugače od drugi načinov, ko se najde zadostno število igralcev, igralce vrže v "lobby" (kot pri drugih) ampak tukaj si ne moreš izbrati boga sam, ampak ti sistem izbere naključnega. V "lobbyu" si lahko boga zamenjaš z drugimi igralci, če le ti želijo, prav tako lahko v določenem času s "favor-jem" ali dragulji (gems) plačaš menjavo boga in ti sistem ponovno izbere naključnega boga. Če tvoja ekipa dobi boga razreda "zdravnik" bo tudi nasprotnikova ekipa dobila 1. boga iz tega razreda, zardi pravičnosti igre. Assault ima eno potko, na kateri sta dva stolpa, en "Phenix" in titan. Na začetku igre si na bazi, kjer lahko kupiš določene stvari, ko bazo zapustiš, se več vanjo ne moreš vrniti, dokler ne umreš. Zmaga ekipa, ki preja ubije nasprotnikovega titana.
Igro začneš s 3.000 zlatnikov in z ravnijo 5. Skozi vso igro igralec dobiva zlatnike na določen interval časa, dodatne zlatnike pa si lahko pridobi z ubijanjem vojakov in bogov. Ta način ne vsebuje nevtralne mitoloških bitij, saj karta nima džungle.
Assault je v nordijskem slogu. 

## Dodatni elementi igre

### Trgovina
Trgovina je mesto, kjer lahko igralec kupi različne stvari s "favor-jem" ali dragulji (gems). Stvari, ki jih lahko kupi, so bogovi, preobleke, zvočni paketi, ikone, skrinje, okvirje, pospeške in poosebljanje. Ta trgovina se ne sme zamenjevati s trgovino v sami igri (prodajalne).

### Preobleke
Preobleke (Kože) spremenijo videz bogov. Vsak bog ima nekakšen osnovni videz, za drugačen videz pa je potrebno kupiti preobleko. Preobleka samo spremeni videz boga in ne vpliva na samo igranje in druge atribute bogov. Preobleke je možno kupiti s "favor-jem" in s pravim denarjem (gemsi). Podjetje večkrat na leto izda različne popuste.
Preobleke delimo na različne stopnje:
| Stopnja 1                                | Stopnja 2            | Stopnja 3            | Stopnja 4            | Stopnja 5      |
| ---------------------------------------- | -------------------- | -------------------- | -------------------- | -------------- |
| 9500 "favor-ja" ali 100 draguljev (gems) | 250 draguljev (gems) | 400 draguljev (gems) | 600 draguljev (gems) | Omejena izdaja |

V igri lahko tudi dobimo veliko brezplačnih preoblek (pozor, če vam v kolekciji bogov manjka, ker izmed spodnjih preoblek, brez skrbi, ko dobite kodo za preobleko z njo tudi, dobite boga), z upravljanjem določenih opravil:
| Ra - Solar Eclipse | Nu Wa - Water Dancer | Artemis - Stalker | Neith - Insta kill | Janus - Keymaster   | Tyr - Sock Puppetyr        | Agni - Triumph             |
| ------------------ | -------------------- | ----------------- | ------------------ | ------------------- | -------------------------- | -------------------------- |
| SMITE Facebook     | SMITE Youtube        | SMITE Twitter     | SMITE Instagram    | SMITE eSports stran | Sistem "povabi prijatelja" | Sistem "povabi prijatelja" |

Igra nam tudi ponuja preobleke za svetilnike. Če imamo veliko preoblek za svetilnike in se ne moremo odločiti katero bi imeli nam igra prav tako omogoča v igri imeti več preoblek hkrati.

### Klani
Vsak igralec se lahko pridruži med 1000 klani, ki obstajajo prav tako pa si lahko vsak igralec ustvari svojega. V klan se lahko pridružiš prek več načinov, poiščeš odprti klan, pošlješ prošnjo v zaprti klan, ali dobiš povabilo. Vsak igralec klani prispeva "čast", ki jo dobi z napredovanjem ali upravljanjem nalog. Klani prek časti povečujejo svojo stopnjo, pri stopnji 3. lahko odprejo trgovino, v kateri lahko igralci s svojo častjo kupijo skrinje, v katerih se skrivaje preobleke za bogove.  

## Svetovna prvenstva
| Sezona           | Denarni sklad | Zmagovalci      | 2. mesto      | 3. mesto         | Najboljši igralec (MVP)      |
| Sezona 0 (2014)  | $200,000      | Team SoloMid    | Team Dignitas | COGnitive Gaming | Gamehunter (Team SoloMid)    |
| 1. sezona (2015) | $2,612,260    | COGnitive Prime | Titan         | COGnitive Red    | MLCSt3alth (COGnitive Prime) |
| 2. sezona (2016) | $1,000,000    | Epsilon eSports | Enemy         | Cloud9/Paradigm  | Yammyn (Epsilon eSports)     |
| 3. sezona (2017) | $1,000,000    | NRG Esports     | Obey          | Luminosity/Eager | emilitoo (NRG Esports)       |

## Sistemske zahteve
Minimalne sistemske zahteve
- 6 GB prostora na trdem disku
- 2.4 GHz procesor
- Windows XP ali novejše
- 2-3 GB RAM
- Vsaka grafična s  pomnilnikom 512 MB ali več in s podporo Shader Model 3.0+

Priporočene sistemske zahteve
- 6 GB prostora na  trdem disku
- Windows 7 ali novejše
- Quad-core Intel ali AMD procesor
- 3 GB RAM
- Vsaka grafična s pomnilnikom 1 GB ali več